# El Tráfico
O El Tráfico (lit.  "O Tráfego"), também conhecido como Dérbi de Los Angeles, é uma rivalidade entre os dois clubes de futebol da Major League Soccer (MLS), localizados na área da Grande Los Angeles, o LA Galaxy e Los Angeles FC. A rivalidade é um dos dois clássicos na liga com times que cruzam uma cidade, ao lado do Dérbi do rio Hudson na cidade de Nova Iorque, e substituiu o SuperClasico entre o Galaxy e o agora extinto Chivas USA.
Essa rivalidade tem sido caracterizada por gols dramáticos, placares altos e resultados consistentemente próximos, bem como animosidade mútua dos fãs. El Tráfico rapidamente se tornou uma das rivalidades mais populares e contestadas da liga; além de jogos da temporada regular, o Galaxy e o LAFC já se enfrentaram nas eliminatórias da MLS Cup e na U.S. Open Cup.

## História
O Los Angeles FC foi fundado em 2014, logo após a dissolução do Chivas USA, uma franquia da MLS com sede em Los Angeles e de propriedade do C.D. Guadalajara. O Chivas compartilhou o Dignity Health Sports Park na cidade de Carson, Califórnia, originalmente conhecido como Home Depot Center (2003–2013) e mais tarde como StubHub Center (2013–2018), com o LA Galaxy, mas tendo públicos muito menores durante seus últimos anos de operação. As duas equipes competiram no SuperClásico, nome inspirado na  rivalidade mexicana entre C.D. Guadalajara e Club América. As duas equipes se enfrentaram 31 vezes em dez temporadas, com o Galaxy vencendo 20 partidas e Chivas vencendo quatro.
O Los Angeles FC construiu o Banc of California Stadium, agora conhecido como BMO Stadium, no Exposition Park em Los Angeles, Califórnia, aproximadamente 13 milhas (21 km) ao norte de Carson, Califórnia, na Interstate 110.
A primeira partida entre as duas equipes profissionais, o terceiro jogo da temporada regular da LAFC, foi disputada em 31 de março de 2018, no StubHub Center. Apesar de o LAFC ter liderado por 3 a 0 aos 60 minutos, a partida terminou com uma vitória por 4 a 3 do Galaxy, incluindo dois gols do substituto Zlatan Ibrahimović em sua estréia. As equipes jogaram no Banc of California Stadium em 26 de julho e serão seguidas por uma segunda partida no StubHub Center em 24 de agosto durante a MLS Rivalry Week. O segundo jogo, em 26 de julho, terminou em um empate de 2 a 2 no Estádio Banc of California . Seis torcedores foram presos em confrontos entre torcedores no estádio, onde os assentos foram danificados e as lutas começaram.
Em 2023, os proprietários do LAFC manifestaram interesse em sediar os as partidas do dérbi no Los Angeles Memorial Coliseum, localizado ao lado de seu estádio no Exposition Park.

## Apelido
"El Tráfico" (literalmente "O Tráfego" em espanhol) foi um nome criado pelos fãs da MLS e adotado pelos meios de comunicação após pesquisas dos blogs SB Nation, LAG Confidential e Angels on Parade. Refere-se ao notório congestionamento do tráfego rodoviário em Los Angeles, entre os piores dos Estados Unidos e do mundo, enquanto servia como um trocadilho para "El Clásico". A MLS não tem planos de registrar a marca do nome. A rivalidade também tem sido chamado de "Los Angeles Derby", um apelido que também era usado para o SuperClasico.

## Torcedores
Os clubes e torcedores criaram uma animosidade única entre si. Por exemplo, muitos fãs do LAFC se recusam a usar o nome "LA Galaxy", optando por "Carson Galaxy" devido ao fato de que o Galaxy não joga na cidade de Los Angeles, mas em Carson, Califórnia, uma cidade no condado de Los Angeles. Além disso, o próprio LAFC simplesmente chama seu rival apenas de "Galaxy". Os fãs do Galaxy frequentemente zombam do LAFC e de seus fãs como "Chivas 2.0" como uma alusão ao antigo Chivas USA, cujo desligamento levou à criação do LAFC e que compartilhou Los Angeles (e seu estádio) com o Galaxy de 2005 a 2014.
Em janeiro de 2018, um mural encomendado pelo LAFC em Pico-Union foi vandalizado com as cores do Galaxy poucas horas depois de ser concluído e apresentado. Isso ocorreu depois de um incidente anterior, onde a tinta nas cores do LAFC foi pulverizada sobre um mural do Galaxy no Hawthorne Memorial Park e um outdoor do Galaxy. Ambas as bases de fãs posteriormente desfiguraram propriedades durante o ano inaugural da rivalidade.

## Estatísticas

### Retrospecto geral
Atualizado em 14 de setembro de 2024.
| Major League Soccer    | Temporada regular      | 20 | 8  | 6 | 6 | 42 | 40 |
| Major League Soccer    | Eliminatórias          | 2  | 0  | 0 | 2 | 5  | 8  |
| MLS is Back Tournament | MLS is Back Tournament | 1  | 0  | 0 | 1 | 2  | 6  |
| U.S. Open Cup          | U.S. Open Cup          | 2  | 2  | 0 | 0 | 5  | 1  |
| Total                  | Total                  | 25 | 10 | 6 | 9 | 54 | 55 |

### Maiores goleadores
| Pos. | Jogador            | Equipe         | Gols |
| ---- | ------------------ | -------------- | ---- |
| 1.   | Carlos Vela        | Los Angeles FC | 12   |
| 2.   | Zlatan Ibrahimović | LA Galaxy      | 9    |
| 3.   | Denis Bouanga      | Los Angeles FC | 7    |
| 4.   | Dejan Joveljić     | LA Galaxy      | 6    |
| 4.   | Diego Rossi        | Los Angeles FC | 6    |
| 6.   | Cristian Arango    | Los Angeles FC | 4    |
| 6.   | Sebastian Lletget  | LA Galaxy      | 4    |
| 6.   | Cristian Pavón     | LA Galaxy      | 4    |

### Comparativo de títulos
| Título                        | LAFC | Galaxy |
| ----------------------------- | ---- | ------ |
| Copa dos Campeões da CONCACAF | 0    | 1      |
| Campeones Cup                 | 0    | 0      |
| Leagues Cup                   | 0    | 0      |
| MLS Cup                       | 1    | 6      |
| Supporters' Shield            | 2    | 4      |
| U.S. Open Cup                 | 1    | 2      |
| Conferência Oeste             | 2    | 9      |
| Total                         | 6    | 22     |

## Lista de partidas
| Data                   | Local                      | Placar | Competição                       |
| ---------------------- | -------------------------- | ------ | -------------------------------- |
| 31 de março de 2018    | StubHub Center             | 4–2    | Major League Soccer              |
| 24 de agosto de 2018   | StubHub Center             | 1–1    | Major League Soccer              |
| 19 de julho de 2019    | Dignity Health Sports Park | 3–2    | Major League Soccer              |
| 6 de setembro de 2020  | Dignity Health Sports Park | 3–0    | Major League Soccer              |
| 8 de maio de 2021      | Dignity Health Sports Park | 2–1    | Major League Soccer              |
| 3 de outubro de 2021   | Dignity Health Sports Park | 1–1    | Major League Soccer              |
| 9 de abril de 2022     | Dignity Health Sports Park | 2–1    | Major League Soccer              |
| 25 de maio de 2022     | Dignity Health Sports Park | 3–1    | U.S. Open Cup (oitavas de final) |
| 16 de abril de 2023    | Dignity Health Sports Park | 2–3    | Major League Soccer              |
| 4 de julho de 2023     | Rose Bowl                  | 2–1    | Major League Soccer              |
| 4 de julho de 2024     | Rose Bowl                  | 1–2    | Major League Soccer              |
| 14 de setembro de 2024 | Dignity Health Sports Park | 4–2    | Major League Soccer              |
| 18 de maio de 2025     | Dignity Health Sports Park | 2–2    | Major League Soccer              |

| Data                   | Local                      | Placar | Competição                            |
| ---------------------- | -------------------------- | ------ | ------------------------------------- |
| 26 de julho de 2018    | Banc of California Stadium | 2–2    | Major League Soccer                   |
| 25 de agosto de 2019   | Banc of California Stadium | 3–3    | Major League Soccer                   |
| 24 de outubro de 2019  | Banc of California Stadium | 5–3    | MLS (semifinais da Conferência Oeste) |
| 18 de julho de 2020    | ESPN Sports Complex        | 6–2    | MLS is Back Tournament                |
| 22 de agosto de 2020   | Banc of California Stadium | 0–2    | Major League Soccer                   |
| 25 de outubro de 2020  | Banc of California Stadium | 2–0    | Major League Soccer                   |
| 28 de agosto de 2021   | Banc of California Stadium | 3–3    | Major League Soccer                   |
| 8 de julho de 2022     | Banc of California Stadium | 3–2    | Major League Soccer                   |
| 20 de outubro de 2022  | Banc of California Stadium | 3–2    | MLS (semifinais da Conferência Oeste) |
| 23 de maio de 2023     | BMO Stadium                | 0–2    | U.S. Open Cup (oitavas de final)      |
| 16 de setembro de 2023 | BMO Stadium                | 4–2    | Major League Soccer                   |
| 6 de abril de 2024     | BMO Stadium                | 2–1    | Major League Soccer                   |